# Comuna Veliun, Dubrovîțea
Veliun (în ucraineană Велюнь) este o comună în raionul Dubrovîțea, regiunea Rivne, Ucraina, formată din satele Veliun (reședința) și Zahreblea.

## Demografie
Componența lingvistică a comunei Veliun
     Ucraineană (99,42%)
     Alte limbi (0,58%)
Conform recensământului din 2001, majoritatea populației comunei Veliun era vorbitoare de ucraineană (99,42%), existând în minoritate și vorbitori de alte limbi.